# Lindgren-Oxidation
Die Lindgren-Oxidation ist eine Namensreaktion und eine selektive Methode zur Oxidation von Aldehyden zu Carbonsäuren. Sie ist nach Bengt O. Lindgren benannt. Die Oxidation findet in wässrigen Lösungsmittelgemischen und im mild-sauren Medium mit Natriumchlorit als Oxidationsmittel statt (pH = 3–5). Um komplizierte Nebenreaktionen zu verhindern, welche in Folge des bei der Reaktion entstehenden Hypochlorits ablaufen, werden bei der Lindgren-Oxidation sogenannte Scavenger eingesetzt; in den Originalpublikationen sind das konkret entweder Sulfamsäure oder Resorcin. George A. Kraus et al. nutzen als erste 2-Methyl-2-buten als Scavenger, was heutzutage als die übliche Variante der Lindgren-Oxidation gilt. Zusätzlich wird auch in einem Puffermedium gearbeitet und wobei sowohl aliphatische als auch α,β-ungesättigte Aldehyde selektiv oxidiert werden können. Ebenfalls weit verbreitet ist Wasserstoffperoxid als Scavenger.